# 佟首峰
佟首峰，中华人民共和国教育部长江学者特聘教授，长春理工大学教授，主要从事光电工程方面的研究工作。

## 生平
佟首峰本科、硕士均毕业于长春光机学院；博士毕业于中国科学院长春精密机械与物理研究所。后在长春理工大学光电工程学院任教。